# Яцюк Анатолій Іванович
Анато́лій Іва́нович Яцю́к (24 лютого 1988, с. Шкроботівка, Кременецький район, Тернопільська область — 18 червня 2022, Донецька область) — український військовик, солдат Збройних Сил України, учасник російсько-української війни, який загинув під час російського вторгнення в Україну.

## Життєпис
Народився 24 лютого 1988 року в селі Шкроботівці, нині Великодедеркальської громади Кременецького району Тернопільської області. З багатодітної сім'ї, в якій було 12 дітей.
Після закінчення Шкроботівської загальноосвітньої школи проходив строкову військову службу. Офіційно не працював, виконував ремонти в житлових будинках.
З початком російського вторгнення в Україну 2022 року був призваний до складу Збройних Сил України. Солдат, військовослужбовець 68 ОЄБр.
Загинув 18 червня 2022 року на Донеччині разом із односельцем Сергієм Антонюком.
Залишилися мати, дружина та малолітня донька.

## Нагороди
- орден «За мужність» III ступеня (2022) — за особисту мужність і самовіддані дії, виявлені у захисті державного суверенітету та територіальної цілісності України, вірність військовій присязі[2]

## Вшанування пам'яті
28 червня 2023 року на фасаді Шкроботівської гімназії відкрили пам'ятну таблицю Анатолію Яцюку.